# V. Zivilsenat des Bundesgerichtshofes
Der V. Zivilsenat ist ein Spruchkörper des Bundesgerichtshofs. Es handelt sich um einen von derzeit insgesamt dreizehn Senaten, die sich mit Zivilsachen befassen.
Er ist hauptsächlich für Sachenrecht (insbesondere Grundstücksrecht, Nachbarrecht, Wohnungseigentumsrecht) zuständig. Die Zuständigkeit für Freiheitsentziehungssachen ist am 1. September 2019 auf den neu geschaffenen XIII. Zivilsenat übergegangen.

## Errichtung
Der V. Zivilsenat besteht seit der Gründung des Bundesgerichtshofs am 1. Oktober 1950.

## Besetzung
Der Senat ist gegenwärtig (Stand: November 2023) wie folgt besetzt:
- Vorsitzende: Bettina Brückner
- Stellvertretende Vorsitzende: Alfred Göbel
- Beisitzer: Alexandra Haberkamp, Kai Hamdorf, Dietmar Malik, Andrea Laube, Nadine Grau, Felix Schmidt

## Vorsitzende
| Nr. | Name (Lebensdaten)            | Beginn der Amtszeit | Ende der Amtszeit     |
| --- | ----------------------------- | ------------------- | --------------------- |
| 1   | Erich Pritsch (1887–1961)     | 2. Oktober 1950     | 31. Dezember 1952     |
| 2   | Friedrich Tasche (1896–1992)  | 22. Januar 1953     | 29. Februar 1964      |
| 3   | Georg Augustin (1904–1993)    | 29. Apr. 1964       | 31. Juli 1972         |
| 4   | Reinhold Weber (1914–2007)    | 1. August 1972      | Ende 1972/Anfang 1973 |
| 5   | Hans Hill (1913–1995)         | 29. Januar 1973     | 31. Mai 1981          |
| 6   | Ludwig Thumm (1920–2011)      | 2. Juni 1981        | 30. April 1988        |
| 7   | Horst Hagen (1934–2019)       | 4. Mai 1988         | 31. Januar 1999       |
| 8   | Joachim Wenzel (1940–2009)    | 23. Februar 1999    | 30. Juni 2005         |
| 9   | Wolfgang Krüger (* 1947)      | 4. Juli 2005        | 31. August 2012       |
| 10  | Christina Stresemann (* 1957) | 3. September 2012   | 31. Mai 2022          |
| 11  | Bettina Brückner (* 1965)     | 24. Oktober 2022    |                       |

## Zuständigkeit
Nach dem Geschäftsverteilungsplan des BGH (Stand 2015) ist der V. Zivilsenat zuständig für:
1. die Rechtsstreitigkeiten über
  1. Ansprüche aus Verträgen über Grundstücke und grundstücksgleiche Rechte (einschließlich des Vorkaufs und Wiederkaufs), soweit nicht der III. Zivilsenat (Nr. 3 a), der VIII. Zivilsenat (Nr. 2) oder der X. Zivilsenat (Nr. 11) zuständig ist,
  2. Ansprüche aus Besitz und Eigentum an Grundstücken und an Sachen, die mit einem Grundstück oder Gebäude in körperliche Verbindung gebracht sind, mit Einschluss von Überbau und Grenzverhältnissen (§§ 912–916, 919–923 BGB), ferner die Rechtsstreitigkeiten aus dinglichen Vorkaufsrechten und Rechtsgeschäften darüber,
  3. Ansprüche nach § 76 des Telekommunikationsgesetzes,
  4. Ansprüche aus dinglichen Rechten an Grundstücken und grundstücksgleichen Rechten und Rechtsgeschäften darüber,
  5. Nachbarrecht nebst dessen Verletzung (§§ 903–910 BGB, § 14 BImSchG),
  6. Angelegenheiten gemäß § 43 Nr. 1 bis 4 WEG,
  7. Erbrecht, wenn es sich ausschließlich oder überwiegend um vom allgemeinen Recht abweichendes Recht der Erbfolge in landwirtschaftliche Grundstücke handelt, soweit nicht der Senat für Landwirtschaftssachen zuständig ist,
  8. Schadensersatzansprüche wegen Amtspflichtverletzung von Grundbuchbeamten in Grundbuchsachen einschließlich der Rückgriffsansprüche gegen Beamte,
  9. kirchenrechtliche Verhältnisse sowie Schulbaulasten und Grabstätten (Art. 132, 133 EGBGB),
  10. Familiengüter und Lehen (Art. 59 EGBGB),
  11. Landpacht, soweit nicht der Senat für Landwirtschaftssachen zuständig ist;
  12. Ansprüche aus Besitz und Eigentum an beweglichen Sachen, soweit nicht der VIII. Zivilsenat (Nr. 1 c) oder der XI. Zivilsenat (Nr. 4) zuständig ist, aus Funden (§§ 965 ff BGB) sowie auf Vorlegung von Sachen (§§ 809 – 811 BGB), soweit nicht der XI. Zivilsenat (Nr. 1 c) zuständig ist,
  13. Ansprüche aus Nießbrauch und Pfandrecht an beweglichen Sachen und Rechten einschließlich des kaufmännischen Zurückbehaltungsrechts (§ 369 HGB) sowie Rechtsgeschäften hierüber, soweit nicht der XI. Zivilsenat zuständig ist;
2. Rechtsbeschwerden gemäß § 70 FamFG in
  1. Freiheitsentziehungssachen; am 1. September 2019 auf den neu geschaffenen XIII. Zivilsenat übergegangen,
  2. Aufgebotssachen betreffend das Aufgebot des Grundstückseigentümers, des Grundpfandgläubigers und der Berechtigten sonstiger dinglicher Rechte,
  3. den Fällen der § 15 BNotO, § 54 BeurkG, sofern sich die Beschwerde gegen die Ablehnung einer Amtshandlung nach den §§ 45, 46, 51 BeurkG oder gegen die Ersetzung einer Urschrift richtet, sowie § 129 GNotKG und § 156 KostO (die Regelung in Nr. 10 der Schlussbestimmungen zur Geschäftsverteilung bleibt unberührt);
3. Rechtsbeschwerden in Grundbuchsachen;
4. die Rechtsbeschwerden und sonstigen Rechtsbehelfe gegen Beschwerdeentscheidungen und andere Beschlüsse – mit Ausnahme von Beschlüssen in Klageverfahren – über Zwangsvollstreckung in Grundstücke mit Einschluss von Kauf und Tausch von Rechten aus dem Meistgebot (§ 81 ZVG);
5. Entscheidungen nach § 18 ThuG.